# Konstandinos Papadimitriou
Konstandinos Papadimitriou (grekiska: Κωνσταντίνος Παπαδημητρίου), född 1986 i Kallithea, är en grekisk skådespelare.

## Roller (i urval)
- 2000 – I Piso Porta